# Национальная портретная галерея Шотландии
Национальная портретная галерея Шотландии (англ. Scottish National Portrait Gallery) — художественная галерея в Эдинбурге.
Экспозиция галереи состоит в основном из портретов знаменитых шотландцев — правителей, национальных героев, поэтов, революционеров и других исторических личностей. Так, например, в галерее представлены портреты поэта Роберта Бёрнса, актера Шона Коннери, философа Давида Юма, писателя Вальтера Скотта, королевы Марии Стюарт и др.
Здание галереи в неоготическом стиле было построено в 1885—1890 годах по проекту Роберта Рованда Андерсона. С апреля 2009 до конца 2011 года галерея закрыта на реставрацию.